# Relações entre Espanha e Venezuela
As relações entre Espanha e Venezuela são as relações diplomáticas estabelecidas entre o Reino de Espanha e a República Bolivariana da Venezuela. Estas são bastante antigas, uma vez que a Venezuela fez parte do Império Espanhol, que colonizou o continente americano em sua grande parte. Desde então, a Venezuela possui profundas ligações com a Espanha mesmo após a sua independência em 1810, como é perceptível na língua espanhola, que se tornou o único idioma oficial do país.

## História

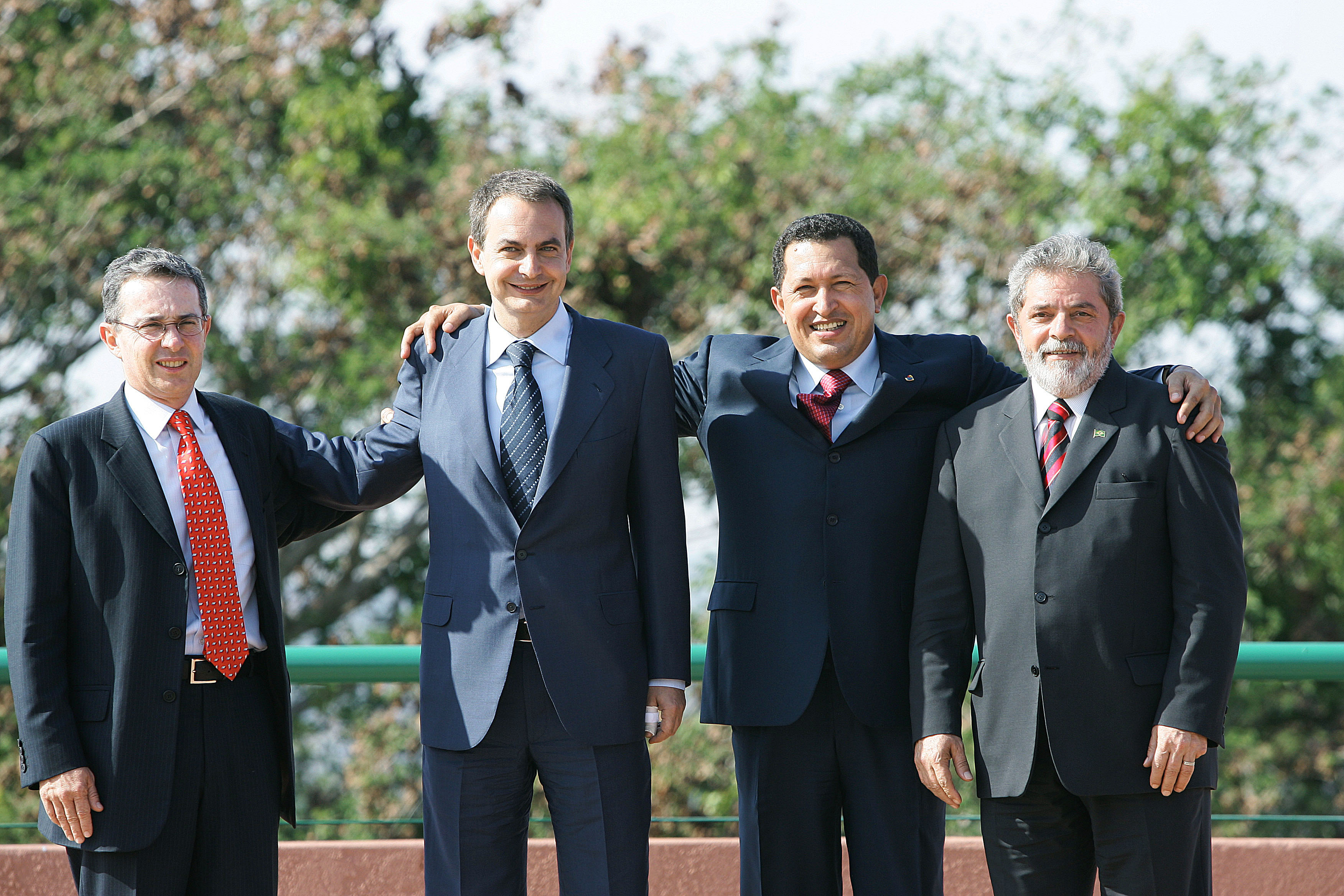
Hugo Chávez e José Luis Zapatero (no centro), com Álvaro Uribe e Luiz Inácio Lula da Silva.

### Conflito diplomático
Em outubro de 2010, promotores públicos espanhóis afirmaram que dois suspeitos de integrarem o grupo separatista basco ETA, detidos na Espanha, foram treinados na Venezuela. Estas afirmações geraram um conflito diplomático entre os dois países. O presidente venezuelano Hugo Chávez negou qualquer vínculo de seu governo com o ETA.